# 水泉澳 (選區)
水泉澳（英語：Shui Chuen O，代號R09）是香港沙田區議會下轄的選區，2019年設立，涵蓋公共屋邨，2023年取消，末任區議員為前沙田區政成員盧德明。

## 範圍
選區位於沙田圍南部，包括水泉澳邨第一、三、四期（即清泉樓、竹泉樓、喜泉樓、林泉樓、嶺泉樓、樂泉樓、朗泉樓、茂泉樓、山泉樓、修泉樓、崇泉樓、峻泉樓和欣泉樓），由2015年區議會選舉的乙明選區（現稱乙泉選區）分拆而成，水泉澳邨第二期則保留在乙泉選區。與其相連的選區有愉欣、博康、乙泉、新田圍，南面則在沙田坳連接黃大仙區，投票站設於水泉澳邨內的禮賢會沙田長者鄰舍中心。

## 沿革
水泉澳邨於2015年4月至2017年3月分階段落成，由於當時人口不足，故在2015年區議會選舉劃入距離較遠而人口較少的乙明選區。由於水泉澳邨全面入伙後人口較一個區議會多，但未達到劃作兩個選區的最低要求，故在2018的選區劃界諮詢中，將位處較低的第二期保留在乙明選區所改組的乙泉選區內，另外三期劃為水泉澳選區。
2019年區議會選舉，當時人口估算約20,294人。工聯會派出鄧家彪由東涌逸東邨北選區轉到本區參選，以便為2020年立法會選舉新界東選區直選預備，以免如2016年立法會選舉及2018年3月香港立法會補選兩次落敗。然而乙明選區丘文俊派出助理盧德明於水泉澳邨入伙時落區服務，對付資源充足的建制派。選舉除鄧盧二人外，更有曾參選311新界東補選但慘敗的趙佩玉報名，但因提名不足而未能參選，而雷奕芳順利入閘，結果由盧德明以3,101票多於鄧家彪的3,069票當選而成為本區首任區議員。鄧家彪不但在選舉中錄得三連敗，其空降失敗之餘更淪為「雙失」議員。2021年6月25日，沙田區政宣佈解散，成員改以獨立民主派身份活動。2021年10月，政府當局不信納盧德明符合擁護基本法及效忠特區的法定要求和條件，裁定宣誓無效，取消盧的區議員資格，並停止其參選權五年。而鄧家彪於2021年香港立法會選舉於九龍東直選成功當選並重返議會，接替退休的時任九龍東立法會議員、工聯會榮譽會長黃國健。

## 歷屆議員
| 屆別                  | 議員   | 政治聯繫 | 政治聯繫          |
| --------------------- | ------ | -------- | ----------------- |
| 2020年－2021年10月7日 | 盧德明 |          | 沙田區政 → 無黨籍 |
| 2021年10月8日－2023年 | 待補選 | 待補選   | 待補選            |

## 歷屆選舉結果
| 政党   | 政党           | 候选人    | 票数  | %     | ±      |
| ------ | -------------- | --------- | ----- | ----- | ------ |
|        | 工聯會/ 民建聯 | ①. 鄧家彪 | 3,069 | 49.63 | 新選區 |
|        | 無黨派         | ②. 雷奕芳 | 14    | 0.22  | 新選區 |
|        | 沙田區政       | ③. 盧德明 | 3,101 | 50.15 | 新選區 |
| 多数票 | 多数票         | 多数票    | 32    | 0.52  | 新選區 |